# Agoney
Agoney, pseudonimo di Agoney Hernández Morales (Adeje, 18 ottobre 1995), è un cantante spagnolo.

## Biografia
Agoney ha iniziato a suonare la tromba all'età di 6 anni e dall'età di 14 anni ha preso lezioni di canto. Ha studiato Arti dello spettacolo al liceo e ha iniziato a lavorare come cantante in un hotel a Tenerife.
Nel 2017 ha partecipato alle audizioni per il talent show Operación Triunfo ed è stato selezionato come uno dei 16 partecipanti alle serate dal vivo. Si è classificato al 6º posto nella competizione. Ha partecipato alla selezione del rappresentante spagnolo all'Eurovision Song Contest 2018, presentando il brano Magía in duetto con Miriam Rodríguez.
In seguito alla sua esperienza nel talent, ha firmato con la Universal Music Spain e ha avviato la sua carriera da solista. Tra ottobre e dicembre 2018, ha realizzato la sua prima tournée, che ha toccato le principali città spagnole, fra cui Madrid, Valencia, Barcellona e Saragozza. L'anno successivo ha realizzato un concerto in Argentina.
Nell'agosto 2020 ha pubblicato l'EP Libertad, che ha esordito alla 1ª posizione della classifica spagnola degli album.
Nell'ottobre 2022 è stata annunciata la sua partecipazione al Benidorm Fest 2023, festival che ha decretato il rappresentante spagnolo all'annuale Eurovision Song Contest. Il suo brano in gara, Quiero arder, è stato pubblicato nel dicembre successivo. Agoney si è esibito nella prima semifinale dell'evento, ottenendo il punteggio più alto e accedendo alla finale, dove si è classificato al 2º posto.

## Vita privata
Agoney è apertamente gay. Considerato un'icona della comunità LGBT spagnola, è stato uno dei portavoce dell'LGBTI+ Pride di Madrid nel 2018.

## Discografia

### Album live
- 2022 – Libertad Tour

### EP
- 2020 – Libertad
- 2024 – Dicotomía

### Singoli
- 2018 – Quizás
- 2019 – Black
- 2020 – Libertad
- 2020 – Más
- 2020 – Edén
- 2021 – Soy fuego
- 2021 – ¿Quién pide al cielo por ti?
- 2022 – Bangover
- 2022 – Cachito
- 2022 – Quiero arder
- 2023 – Intacto
- 2024 – Tormenta
- 2024 – Éxtasis